# Двійкове дерево пошуку

Бінарне дерево

Двійкове (або Бінарне) дéрево пóшуку (англ. binary search tree, BST) в інформатиці — двійкове дерево, в якому кожній вершині x зіставлене певне значення val[x]. При цьому такі значення повинні задовольняти умові впорядкованості:
- нехай x — довільна вершина двійкового дерева пошуку. Якщо вершина y знаходиться в лівому піддереві вершини x, то val[y] ≤ val[x].
- Якщо у знаходиться у правому піддереві x, то val[y] ≥ val[x].

Таке структурування дозволяє надрукувати усі значення у зростаючому порядку за допомогою простого алгоритму центрованого обходу дерева.
Представляється таке дерево вузлами наступного вигляду:
*Node = (element, key, left, right, parent).
Доступ до дерева T здійснюється за допомогою посилання root.
Бінарні дерева пошуку набагато ефективніші в операціях пошуку, аніж лінійні структури, в яких витрати часу на пошук пропорційні O(n), де n — розмір масиву даних, тоді як в повному бінарному дереві цей час пропорційний в середньому O(log2n) або O(h), де h — висота дерева (хоча гарантувати, що h не перевищує log2n можна лише для збалансованих дерев, які є ефективнішими в алгоритмах пошуку, аніж прості бінарні дерева пошуку).[джерело?]

## Операції з двійковим деревом пошуку
Найпоширенішою операцією, яка виконується з бінарним деревом пошуку, є пошук в ньому певного ключа. Крім того, бінарні дерева пошуку підтримують такі запити, як пошук мінімального і максимального елемента, а також попереднього і наступного.

### Пошук
Для пошуку вузла із заданим ключем в бінарному дереві пошуку використовується наступна процедура Tree_Search, яка отримує як параметри покажчик на корінь бінарного дерева і ключ k, а повертає покажчик на вузол з цим ключем (якщо такий існує; в іншому випадку повертається значення NIL).
| Tree_Search (x, k) |
| --- |
| 1. if х = nil або k = key [x] 2. then return х 3. if k < key [x] 4. then return Tree_Search (left [x], k) 5. else return Tree_Search (right [x], k) |

Процедура пошуку починається з кореня дерева і проходить вниз по дереву. Для кожного вузла х на шляху вниз його ключ key[x] порівнюється з переданим як параметр ключем k. Якщо ключі однакові, пошук завершується. Якщо k менше key[х], пошук триває в лівому піддереві х; якщо більше — то пошук переходить в праве піддерево.
Ту ж процедуру можна записати ітеративно, «розгортаючи» рекурсію в цикл while.

### Ітеративна версія процедури Пошук
| Iterative_Tree_Search(x, k)                                                                            |
| --- |
| 1. while x ≠ NIL и k ≠ key[х] 2. do if k ← key[х] 3. then х ← left[x] 4. else х ← right[x] 5. return x |

### Пошук мінімального (максимального) елемента
Алгоритм пошуку мінімального елемента.
Елемент з мінімальним значенням ключа легко знайти, слідуючи за вказівниками left від кореневого вузла до тих пір, поки не зустрінеться значення NIL. Процедура TREE_MINIMUM(x) повертає покажчик на знайдений елемент піддерева з коренем x.
| TREE_MINIMUM(X)                                      |
| ---------------------------------------------------- |
| 1. while left[x] ≠ NIL 2. do x ← left[x] 3. return x |

Алгоритм пошуку максимального елемента симетричний:
| TREE_MAXIMUM(X)                                        |
| ------------------------------------------------------ |
| 1. while right[x] ≠ NIL 2. do x ← right[x] 3. return x |

Обидва алгоритми вимагають часу O(h), де h — висота дерева.

### Наступний і попередній елементи
Якщо x — покажчик на деякий вузол дерева, то процедура TREE_SUCCESSOR(X)
повертає покажчик на вузол з наступним за x елементом або nil, якщо зазначений елемент — останній в дереві:
| TREE_SUCCESSOR(X) |
| --- |
| 1. if right[x] ≠ NIL 2. then return TREE_MINIMUM(right[x]) 3. у ← p[x] 4. while y ≠ NIL та x = right[y] 5. do x ← у 6. у ← p[y] 7. return у |

Наведена процедура окремо розглядає два випадки. Якщо праве піддерево вершини не пусте, то наступний за x елемент є крайнім лівим вузлом у правому піддереві, який виявляється процедурою TREE_MlNlMUM(right[x]).
З іншого боку, якщо праве піддерево вузла x пусте, та у x існує наступний за ним елемент y, то y є найменшим предком x, чий лівий вузол також є предком x. Для того щоб знайти y, ми просто піднімаємося вгору по дереву до тих пір, поки не зустрінемо вузол, який є лівим дочірнім вузлом свого батька. Ця дія виконується в рядках 3-7 алгоритму.
Час роботи алгоритму TREE_SUCCESSOR в дереві заввишки h складає O(h), оскільки ми або рухаємося по шляху вниз від вихідного вузла, або по шляху нагору. Процедура пошуку подальшого вузла в дереві TREE_PREDECESSOR симетрична процедурі TREE_SUCCESSOR і також має час роботи O(h).
Якщо в дереві є вузли з однаковими ключами, ми можемо просто визначити наступний і попередній вузли як ті, що повертаються процедурами TREE_SUCCESSOR та TREE_PREDECESSOR відповідно.

### Додавання елемента
Для вставки нового значення v в бінарне дерево пошуку Т ми скористаємося процедурою TREE_INSERT. Процедура отримує як параметр вузол z, у якого key[z] = v, left[z] = NIL і right[z] = NIL, після чого вона таким чином змінює Т і деякі поля z, що z виявляється вставленим в відповідну позицію в дереві.
| TREE_INSERT (T, Z) |
| --- |
| 1. у ← NIL 2. х ← root[T] 3. while x ≠ NIL 4. do у ← x 5. if key[z] < key [x] 6. then x ← left[x] 7. else x ← right[x] 8. p [z] ← у 9. if у = NIL 10. then root[T] ← z // Дерево T - пусте 11. else if key[z] <key[y] 12. then left[y] ← z 13. else right[у] ← z |

### Видалення елемента
Процедура видалення даного вузла z з бінарного дерева пошуку отримує як аргумент покажчик на z. Процедура розглядає три можливі ситуації:
1. Якщо у вузла z немає дочірніх вузлів, то ми просто змінюємо його батьківський вузол р[z], замінюючи в ньому покажчик на z значенням NIL.
2. Якщо у вузла z лише один дочірній вузол, то ми видаляємо вузол z, створюючи новий зв'язок між батьківським і дочірнім вузлом вузла z.
3. Якщо у вузла z два дочірніх вузла, то ми знаходимо наступний за ним вузол у, у якого немає лівого дочірнього вузла, прибираємо його з позиції, де він перебував раніше, шляхом створення нового зв'язку між його батьком і нащадком, і замінюємо ним вузол Z.

```
DELETE
 (T, z)
1  
if
 left[z] = NULL 
or
 right[z]=NULL 
2    
then
 y:=z
3    
else
 y:=SUCCESSOR(z)
4  
if
 left[y] <> NULL 
5    
then
 x:=left[y]
6    
else
 x:= right[y]
7  
if
 x <> NULL
8    
then
 p[x]:=p[y]
9  
if
 p[y]:=NULL
10   
then
 root[T]:=x
11   
else if
 y=left[p[y] ]
12     
then
 left[p[y] ] :=x
13     
else
 right[p[y] ]:=x
14 
if
 y <> z
15   
then
 val[z]:=val[y]
16  //копіювання додаткових даних з y
17 
return
 y
```

Час на виконання цієї процедури є також O(h)